# Distrito de Punta Negra
El distrito de Punta Negra es uno de los cuarenta y tres distritos que conforman la provincia de Lima, ubicada en el departamento homónimo, en el Perú. Limita al norte, con el distrito de Punta Hermosa; al este, con el distrito de Santo Domingo de los Olleros, provincia de Huarochirí; al sur, con el distrito de San Bartolo; y al oeste, con el océano Pacífico.

## Historia
Fue creado el 7 de abril de 1954 mediante Ley N.º 12096, en el gobierno del presidente Manuel A. Odría. Se cuenta que un ciudadano puntanegrino llamado Lidio Mongilardi, fue quien comparó por primera vez el distrito con la playa de Punta Negra en Italia, a la cual se debe el nombre del distrito. Antiguamente, el distrito se conocía como "Tropezón", hasta septiembre de 1949, cuando fue rebautizada con el nombre que todavía mantiene.

## Geografía
El distrito tiene una extensión de 130,5 km² y una población estimada superior a los 8000 habitantes, número que asciende a 11 000 durante la temporada de verano. Tiene acceso al Océano Pacífico a través de las playas Cangrejos, Punta Rocas, El Puerto, La Pocita, La Bikini, El Revés, Santa Rosa y Peñascal. La mayoría del distrito, no se encuentra poblado y es de geografía desértica. Cabe resaltar la presencia de la desembocadura de la Quebrada de Cruz de Hueso, la cual se encuentra en la playa Peñascal y también la playa El Huayco, usadas para la práctica del surf. El distrito está caracterizado por tener dos peñones en sus playas, uno llamado "El Gigantón", ubicado al costado de La Pocita, y el otro llamado "El Chanque", que divide la playa La bikini de la playa El Revés. Estos peñones aluden sus nombres al torso de un gigante mostrando sus bíceps y el otro por su forma de concha de abanico invertida. En la playa El Revés está estrictamente prohibido el ingreso de bañistas y pescadores, debido a la fuerte resaca que tienen sus aguas después de llegar a la orilla, aunque aparenta muchas veces apacible y tranquila. Las arenas de playa El Revés sirven como refugio natural y de anidación de diversas aves guaneras, constituyendo así una característica ecológica del balneario.

## Autoridades
El concejo municipal constituye el órgano de gobierno que cumple funciones normativas y de fiscalización. Está integrado por el alcalde y los regidores.

### Municipales
2023 - 2026
- - Alcalde: Elogio Huyhua Ccaccya (Alianza para el Progreso - APP).
  - Regidores: Eudocio Parco Javier (APP), Nanci Maura López Vida de Suyo (APP), Guillermo Eduardo Saco Vertiz Schwarz (APP), Felicita Alejandrina Carrasco Villafuerte (APP) y Olga Angela Orbegoso Cavero (APP).

2019 - 2022 
- - Alcalde: Claudio Marcatoma Ccahuana (Partido Popular Cristiano - PPC).
  - Regidores: Julia Ibet Tataje Taboada (PPC), Lilia Solorzano Santiago (PPC), Marcelino Isidro Peralta Ramos (PPC), Olga Ángela Orbegoso Cavero (FA).

2015 - 2018 
- - Alcalde: Willington Robespierre Ojeda Guerra, Partido Político Siempre Unidos (SU).
  - Regidores: Jorge Luis Huapaya Zamudio (SU), Mitzy Gloria Rosales Granados (SU), Eulogio Huyhua Ccaccye (SU), Pepe Alejo Tintaya Roldán (SU), José Luis Galdós Pator (SN).

2011 - 2014
- - Alcalde: Carlos Lazo Riojas, Partido Cambio Radical Perú (RD).
  - Regidores: Zoila Alejandrina Gamarra (RD), Martha Isabel Lara García de Alegría (RD), Jorge Luis Ramírez Mendoza (RD), César Augusto Chipana Albites (RD), Adolfo Chuiman Vargas (APP).

2007 - 2010 
- - Alcalde: Carlos Lazo Riojas, Confianza Perú (CP).
  - Regidores: Julio Arias Arenas (CP), Zoila Alejandrina Gamarra De Fernández (CP), Martha Isabel Lara García De Alegría (CP), Jorge Luis Ramírez Mendoza (CP), Roberto Carlos Malasquez Navarro (APP).